# Québec-Windsor-Korridor

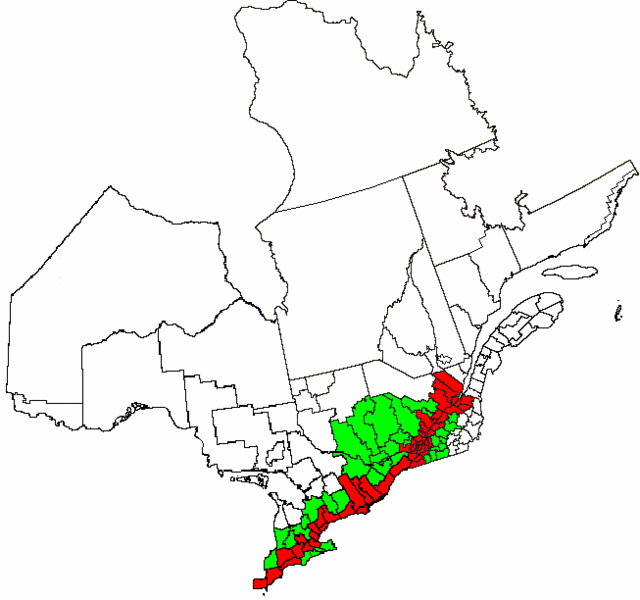
Karte von Québec und Ontario; die rot markierten Bezirke liegen direkt im Korridor, die grün markierten in dessen unmittelbarem Einzugsgebiet

Der Québec-Windsor-Korridor (engl. Quebec City-Windsor Corridor, frz. Corridor Québec-Windsor) in den Provinzen Québec und Ontario ist die am dichtesten besiedelte und am stärksten industrialisierte Region Kanadas. Hier leben über 17 Millionen Einwohner (2001), was rund 57 Prozent der Bevölkerung entspricht. Außerdem liegen hier sechs der zehn größten Metropolregionen des Landes. Der Korridor ist rund 1100 km lang und 100 km breit. Sein Name ist von den Städten Québec und Windsor abgeleitet, die an den jeweiligen Enden des Korridors liegen.

## Geographie

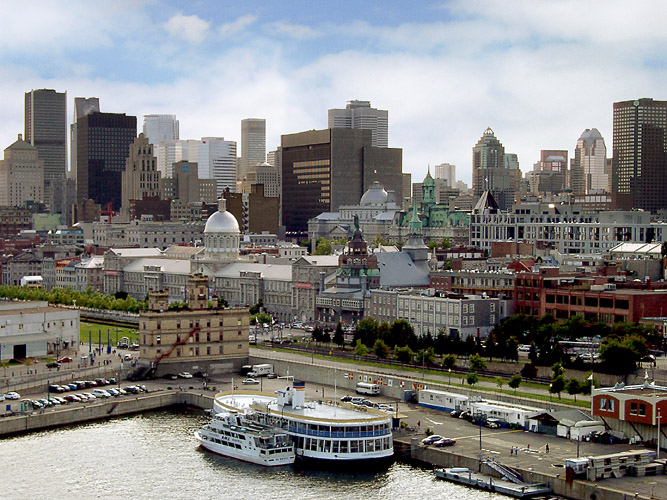
Montreal

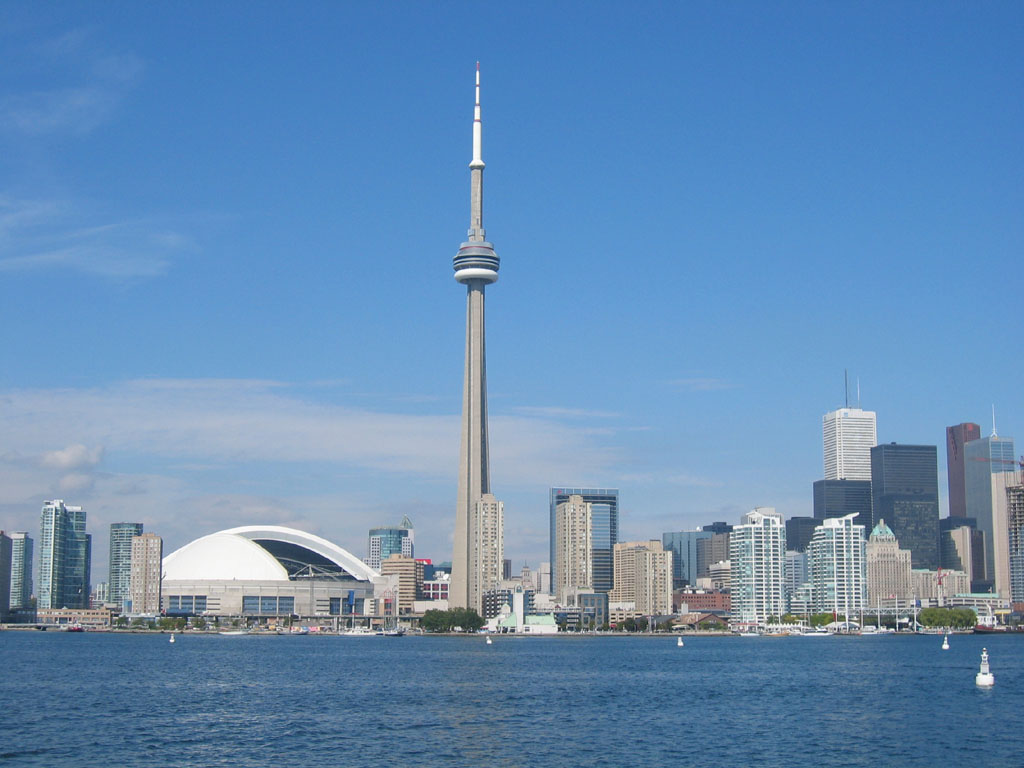
Toronto

Der Korridor erstreckt sich von Québec entlang des Sankt-Lorenz-Stroms, des Ontariosees und des Eriesees nach Windsor, unmittelbar bei Detroit gelegen. Bedeutende urbane Zentren entlang des Korridors sind (von Nordost nach Südwest) Québec, Trois-Rivières, Drummondville, Montreal, Cornwall, Brockville, Kingston, Belleville, Oshawa, Toronto, Hamilton, Kitchener, Waterloo, London, Chatham-Kent und Windsor. Zusätzlich sind die nahe gelegenen Städte Sherbrooke, Ottawa, Peterborough, Guelph, Brantford, St. Catharines, Niagara Falls, Fort Erie, Barrie und Sarnia durch Straßen und Eisenbahnlinien mit dem Hauptkorridor verbunden.
Städte in benachbarten amerikanischen Regionen wie Upstate New York und Südost-Michigan werden nicht zum Korridor gerechnet, verfügen aber über zahlreiche kulturelle, wirtschaftliche und politische Gemeinsamkeiten mit urbanen Gegenden an der Grenze (z. B. Golden Horseshoe und Windsor). Würde auch der Großraum Detroit zum Korridor gezählt, so wäre die Bevölkerungszahl etwa sieben Millionen höher.
Auf dem größten Teil seiner Länge verläuft der Korridor durch einen schmalen landwirtschaftlich genutzten Streifen zwischen dem kanadischen Schild im Norden und den Appalachen oder den Großen Seen im Süden. Der Wechsel vom Kalksteinboden des Korridors zum Granitboden des Kanadischen Schilds erfolgt vielerorts abrupt. Auf der Halbinsel von Südwest-Ontario zwischen Erie- und Huronsee weitet sich der ansonsten schmale Korridor markant aus. Dies trifft ebenso auf den Unterlauf des Ottawa River und auf die Region Estrie östlich von Montreal zu.
Aufgrund des Einflusses der Großen Seen und der vom Golf von Mexiko heranströmenden feuchtwarmen Luft ist das Klima im Korridor – insbesondere in der westlichen Hälfte – deutlich milder als im übrigen Zentralkanada. Der nährstoffreiche Boden und das wärmere Klima sorgen dafür, dass Flora und Fauna des Korridors ähnlich sind wie in den Laubwäldern der östlichen US-amerikanischen Bundesstaaten (bis nach Virginia), anstatt wie in den Nadelwäldern, die den größten Teil Zentralkanadas bis zu den Polarregionen bedecken.

## Geschichte
Während der französischen Kolonialisierung des späteren Kanada im 17. und frühen 18. Jahrhunderts war nur das östliche Drittel zwischen den Städten Québec und Montreal stärker besiedelt. Die wichtigste Überlandroute der im Pelzhandel tätigen Coureurs des bois verlief von Montreal aus durch das Ottawa-Tal und weiter über Lake Nipissing bis zur Georgian Bay, also weit nördlich des in Ontario gelegenen Teils des heutigen Korridors. Das Fehlen guten Ackerlandes machte diese Route wenig attraktiv für Siedlungen und zahlreiche Portagen behinderten die Binnenschifffahrt.
Als die englischsprachigen Loyalisten während und nach dem Amerikanischen Unabhängigkeitskrieg nach Kanada kamen, ließen sie sich hauptsächlich im schmalen Landstreifen nördlich des Sankt-Lorenz-Stroms sowie des Ontario- und Eriesees nieder. Dort war gutes Ackerland vorhanden und es konnten größere Lastkähne eingesetzt werden. Die Loyalisten bildeten den Kern der englischsprachigen Bevölkerung Ontarios. Im Gegensatz dazu besitzen viele Orte entlang des nördlichen Korridors heute noch eine bedeutende französischsprachige Minderheit (Franko-Ontarier). Zu Beginn war Kingston die wichtigste Stadt in der englischen Hälfte des Korridors, wurde dann aber von Toronto übertroffen.
Sowohl während des Franzosen- und Indianerkriegs zwischen Großbritannien und Frankreich als auch während des Britisch-Amerikanischen Kriegs mit den USA lagen die Siedlungen entlang des Korridors im Zentrum der Konflikte. Ottawa wurde später zur Hauptstadt erklärt, da es weiter von den Großen Seen entfernt lag und somit weniger anfällig für Angriffe war (gleichwohl wird auch diese Stadt heute zum Korridor gezählt).

## Verkehr

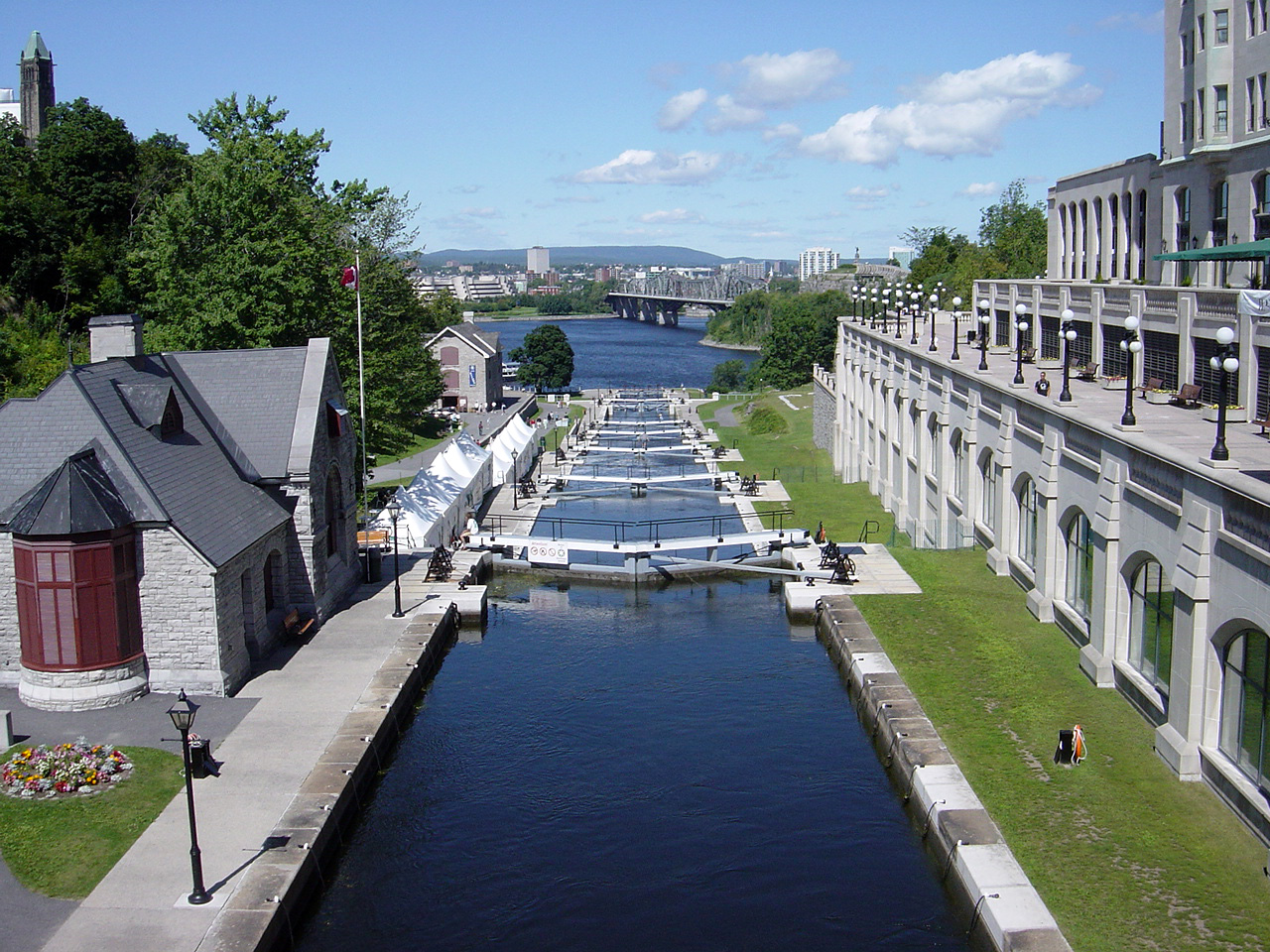
Rideau Canal in Ottawa

### Schifffahrt
Die älteste Transportart entlang des Sankt-Lorenz-Stroms und der Großen Seen ist die Binnenschifffahrt. Der Rideau Canal verbindet Ottawa am Ottawa River mit Kingston am Ontariosee. Der 202 km lange und im Jahr 1832 eröffnete Kanal wurde erbaut, um einen Verkehrsweg zu schaffen, der nicht direkt an der Grenze liegt. Außerdem sollte er im Falle eines erneuten Angriffs der USA als Versorgungsroute dienen. Heute wird er nur noch touristisch genutzt; seit 2007 gehört er zum Weltkulturerbe der UNESCO.
Zahlreiche Kanäle und Schleusen bilden den Sankt-Lorenz-Seeweg, eine zwischen dem Ontariosee und Montreal ausgebaute Wasserstraße. Die Verbindung entstand in den Jahren 1951 bis 1959. Deren Tiefe erlaubt es auch Hochseeschiffen, über 3700 Kilometer weit in das Landesinnere Kanadas zu fahren. Der Sankt-Lorenz-Strom zählt zu den verkehrsreichsten Binnenwasserstraßen der Welt, obwohl er wegen der dicken Eisschichten nur von April bis Dezember befahren werden kann.

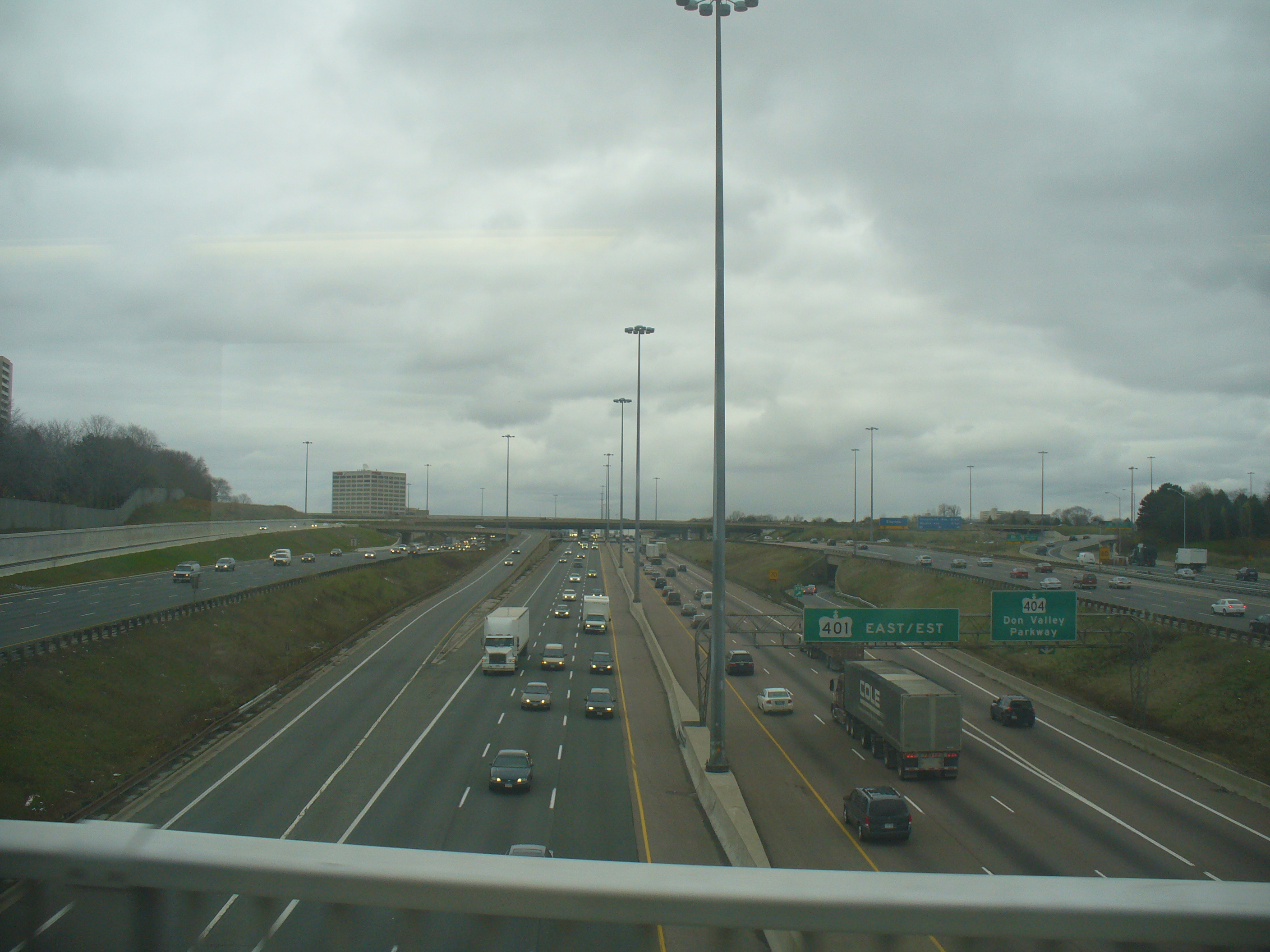
Highway 401

### Straßen
Die erste bedeutende Hauptstraße in dem zu Ontario gehörenden Teil des Korridors ist der Highway 2 (lokal unter Bezeichnungen wie Montreal Road, Toronto Road oder Kingston Road bekannt). Er folgt dem Verlauf der Postkutschenrouten und noch älterer Wege und Pfade. Der Highway 2 ist noch heute die Hauptstraße in vielen Städten entlang des Korridors. Allerdings werden längere Abschnitte nicht mehr von der Provinz, sondern von Countys und Gemeinden instand gehalten.
Zwischen 1938 und 1968 baute die Provinz den parallel verlaufenden Highway 401, eine Autobahn, die um die meisten Stadtzentren herum führt. Der Highway 401 gehört zu den meistbefahrenen Straßen der Welt und führt bis zur Grenze zu Québec. Dort geht sie in die Autoroute 20 über, die durch den Québecer Teil des Korridors über Montreal und die Stadt Québec zur Gaspésie-Halbinsel führt.

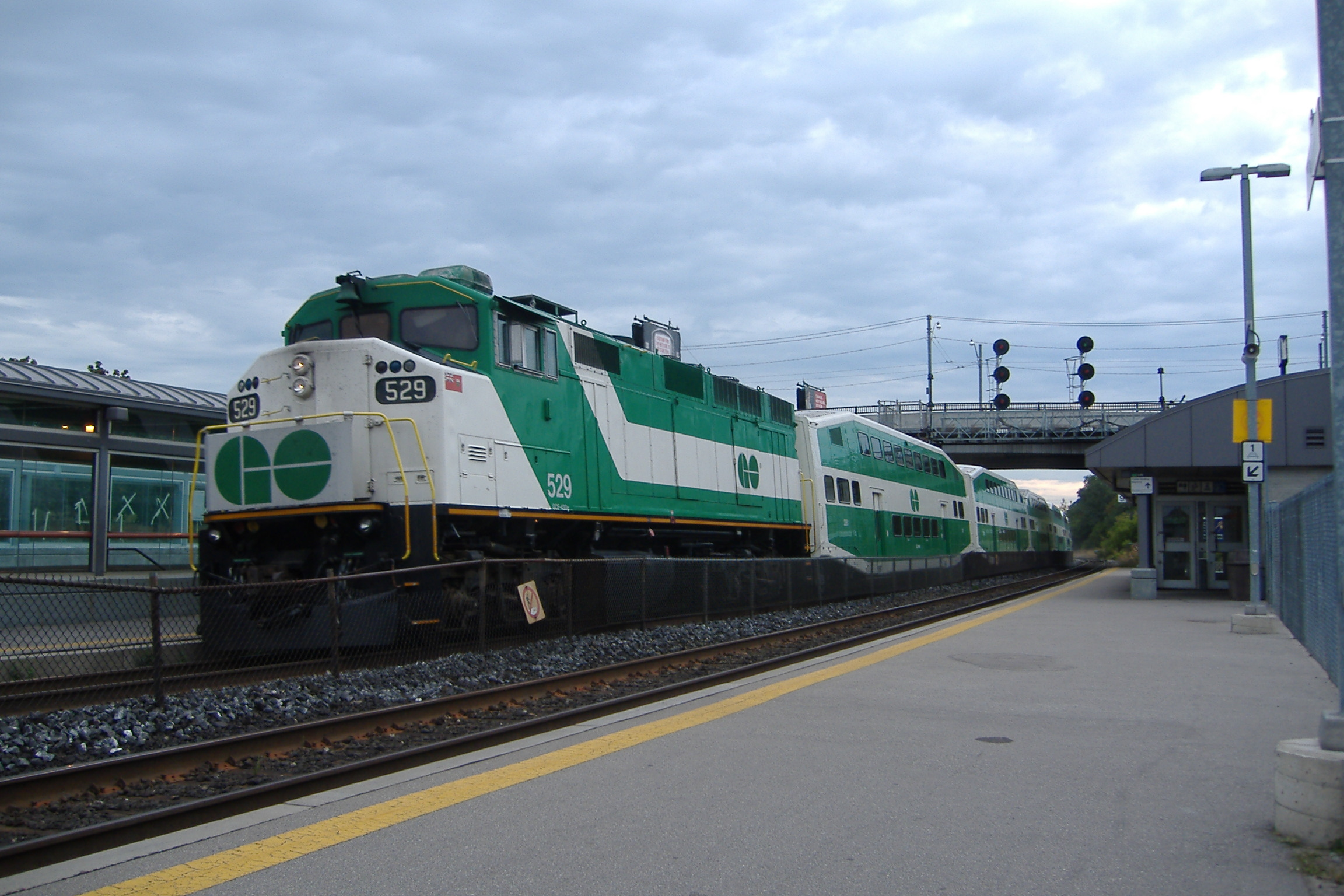
Vorortszug von GO Transit

### Eisenbahn
Sowohl die Canadian National Railway (CN) als auch die Canadian Pacific Railway (CP) betreiben entlang des Québec-Windsor-Korridors einen intensiven Schienengüterverkehr. Der Korridor ist auch die wichtigste Strecke für den Personenverkehr der Gesellschaft VIA Rail, wobei die Züge mehrheitlich auf CN-Strecken verkehren. VIA Rail erwirtschaftet rund zwei Drittel seines Umsatzes im Korridor. Amtrak bietet in Teilen des Korridors internationalen Personenverkehr zwischen Toronto bzw. Montreal und New York City an.
Schienenpersonennahverkehr wird in drei Agglomerationen angeboten. GO Transit betreibt verschiedene Vorortstrecken von Toronto aus, im Großraum Montreal verkehren auf mehreren Linien exo-Vorortzüge, in Ottawa betreibt O-Train zwei Linien.

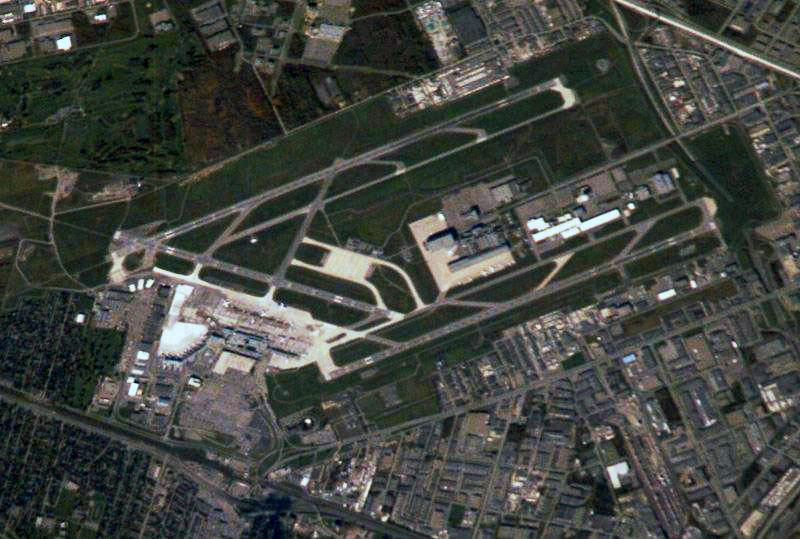
Flughafen Montreal

### Luftfahrt
Die wichtigsten Flughäfen entlang des Korridors sind der Toronto Pearson International Airport, der Aéroport international Pierre-Elliott-Trudeau de Montréal, der Ottawa Macdonald-Cartier International Airport, der Aéroport international Jean-Lesage de Québec und der Hamilton/John C. Munro International Airport. Allein zwischen Montreal, Ottawa und Toronto gibt es rund 60 Flüge täglich, womit dies der mit Abstand wichtigste Luftkorridor des Landes ist.